# Bulbophyllum chrysocephalum
Bulbophyllum chrysocephalum é uma espécie de orquídea (família Orchidaceae) pertencente ao gênero Bulbophyllum. Foi descrita por Rudolf Schlechter em 1911.